# Alain Bondue
Alain Bondue (ur. 8 kwietnia 1959 w Roubaix) – francuski kolarz torowy i szosowy, wicemistrz olimpijski oraz trzykrotny medalista torowych mistrzostw świata.

## Kariera
Pierwszy sukces w karierze Alain Bondue osiągnął w 1976 roku, kiedy zdobył złoty medal w indywidualnym wyścigu na dochodzenie podczas juniorskich mistrzostw Francji. Trzy lata później, podczas mistrzostw świata w Amsterdamie zdobył brązowy medal w tej konkurencji wśród amatorów. W zawodach tych wyprzedzili go jedynie Nikołaj Makarow z ZSRR oraz Włoch Maurizio Bidinost. W 1980 roku wystartował na igrzyskach olimpijskich w Moskwie, gdzie w indywidualnym wyścigu na dochodzenie zajął drugie miejsce za Robertem Dill-Bundim ze Szwajcarii. Na tych samych igrzyskach był również piąty w drużynowym wyścigu na dochodzenie. W swej koronnej konkurencji, już jako zawodowiec, Bondue zdobył również dwa złote medale: na mistrzostwach świata w Brnie w 1981 roku oraz na rozgrywanych rok później mistrzostwach w Leicester. Startował także w wyścigach szosowych, jego największe osiągnięcia to zwycięstwo w kryterium Grand Prix de Saint-Raphaël w 1981 roku oraz drugie miejsce w klasyfikacji generalnej wyścigu Mediolan-San Remo w 1984 roku. Wielokrotnie zdobywał medale torowych mistrzostw kraju, trzykrotnie startował w Tour de France, najlepszy wynik osiągając w 1984 roku, kiedy zajął 99. pozycję.